# Шагиев, Муждаба Гареевич
Муждаба Гареевич Шагиев (баш. Мөждәбә Гәрәй улы Шаһиев; 1907—1985) — участник Движения Сопротивления во Франции, макизар.

## Биография
Родился в 1907 году в деревне Имангулово Верхнеуральского уезда Оренбургской губернии (ныне Учалинского района Республики Башкортостан). Воспитывался в детском доме, получил образование учителя начальных классов.
Преподавал в Ильчинской семилетней школе, а после работал в должности председателя колхозов в деревнях Сафарово и Сайтаково.
В июле 1941 года ушёл на фронт.
Летом 1942 года под Витебском попал в плен к немецким войскам. Сменив несколько концлагерей, оказался на территории Франции, откуда с несколькими его узниками сбежал к французским партизанам-макизарам.
С апреля 1944 года и до конца войны боролся с фашистами в рядах французских партизан-маки: принимал участие в разведывательных действиях и диверсиях. Вместе с ними также участвовал в освобождении городов Иссель, Тюль, Бриф, Эглетон. За боевые заслуги был отмечен наградами Франции — «Медалью бойца», «Медалью партизана».
После окончания войны работал на одной из шахт Донбасса. В январе 1946 года вернулся в Сайтаково. Долгое время находился под подозрением в измене Родине. В 1957 году Президент Франции Шарль де Голль на имя Никиты Хрущева отправил письмо, в котором выразил благодарность советским гражданам — участникам французского Сопротивления, где в списке было имя и Муждабы Шагиева. В 1957 году ему были возвращены партийный билет и награды.

## Память
Свердловская киностудия сняла документальный фильм про М. Г. Шагиева для киножурнала «Советский Урал».

## Награды
- «Медаль бойца» (Франция);
- «Медаль партизана» (Франция).